# Anthophora aestivalis
Anthophora aestivalis ist eine Biene aus der Familie der Apidae.

## Merkmale
Die Bienen haben eine Körperlänge von 14 bis 15 Millimeter. Kopf, Thorax und die ersten beiden Tergite sind bei den Weibchen bräunlich behaart. Die Querbinde am Mesonotum und die Behaarung des dritten bis fünften Tergits ist schwarz. Das zweite bis vierte Tergit trägt hinten weiße Haarbinden. Die Schienenbürste (Scopa) ist weiß. Die Wangen sind so lang wie das dritte Fühlerglied in der Mitte breit ist. Die Männchen haben eine gelbe Zeichnung im Gesicht. Die Behaarung am Thorax und den ersten beiden Tergiten ist rotbraun, beim dritten bis siebten Tergit ist sie schwarz. Das Fersenglied (Metatarsus) bei den mittleren Beinen und die Krallenglieder dieser Beine haben vorne und hinten schwarze Haarfransen. Auch bei den Männchen sind die Wangen so lang wie das dritte Fühlerglied in der Mitte breit ist. Am siebten Tergit haben sie eine Pygidialplatte.

## Vorkommen und Lebensweise
Die Art ist in Süd- und Mitteleuropa verbreitet. Sie fliegt von Anfang April bis Ende August. Die Weibchen legen ihre Nester im Erdboden an. Pollen wird an verschiedenen Pflanzenfamilien, aber hauptsächlich an Schmetterlingsblütlern (Fabaceae) gesammelt. Melecta luctuosa ist als Kuckucksbiene der Art nachgewiesen.

## Belege
Felix Amiet, M. Herrmann, A. Müller, R. Neumeyer: Fauna Helvetica 20: Apidae 5. Centre Suisse de Cartographie de la Faune, 2007, ISBN 978-2-88414-032-4.